# K Hutím
K Hutím je ulice v Hloubětíně na Praze 14, která má dva oddělené úseky. Západní úsek začíná na Slévačské a směřuje na Kolbenovu, má však slepé zakončení, dále lze pokračovat jen pěšky. Východní delší úsek začíná na Kolbenově, prochází pod železniční tratí (070) a ústí do ulice Za Černým mostem.

## Historie a názvy
Nazvána je podle lokality Hutě, kde probíhala těžební činnost a kterou také připomíná ulice Nad Hutěmi. Ulice vznikla a byla pojmenována v roce 1935. V době nacistické okupace v letech 1940–1945 se německy nazývala Hüttenweg. Kopíruje starou polní cestu, ulice původně začínala na Poděbradské a její úseky byly souvislé. V souvislosti s výstavbou sídliště Hloubětín byla zkrácena o jižní úsek.

## Zástavba
Severně od úseku mezi Kolbenovou a železniční tratí je několik prodejen technických zařízení a rodinný dům. Severně od úseku mezi železniční tratí a ulicí Za Černým mostem je zahrádkářská osada Hutě a zeleň, jižně je pole a komplex Středního odborného učiliště obchodu a služeb a hotel Pramen. Mezi domem 1040/4 a ulicí Za Černým mostem platí zákaz vjezdu všech motorových vozidel, ulice zde má charakter silnice nejnižší kategorie nebo dokonce polní cesty.